# جهاد حرب عودة
جهاد حرب عودة (1970-) مؤرخ فلسطيني، ولد في مخيم بلاطة شرق نابلس، درس الإبتدائية والإعدادية في مدرسة ذكور بلاطة وحصل على الثانوية العامة عام 1991، حاصل على بكالوريوس الصحافة وعلوم الأخبار من جامعة تونس عام 1997 وكان بحث التخرج بعنوان رابطة الصحفيين العرب في الأراضي الفلسطينية المحتلة، ودرجة الماجستير في العلوم السياسية في موضوع عنوانه المجلس التشريعي الفلسطيني في المرحلة الإنتقالية عام 1999 من جامعة تونس.
مارس مهنة التدريس في جامعة القدس المفتوحة وشغل مناصب إدارية عديدة في المجلس التشريعي الفلسطيني منذ عام 2000، كما يشغل عضوية هيئة تحرير مجلة المجلس منذ عام 2002. وانتُخب أمين صندوق للهيئة الأهلية لإستقلال القضاء وسيادة القانون عام 2018.

## أبحاثه
نُشِرَ له العديد من المقالات والبحوث في دوريات فلسطينية وإصدارات المنظمات الفلسطينية منها:
| الرقم | العنوان                                                                       | مركز النشر                                 | سنة النشر |
| ----- | ----------------------------------------------------------------------------- | ------------------------------------------ | --------- |
| 1.    | تأثير النظام الإنتخابي الفلسطيني على الأداء الرقابي للمجلس التشريعي الفلسطيني | الهيئة الفلسطينية المستقلة لحقوق المواطن   | 2000      |
| 2.    | إجراءات التشريع في المجلس التشريعي الفلسطيني وإشكالية إصدار القوانين          | جمعية القانون                              | 2002      |
| 3.    | رابطة الصحافيين العرب في الأراضي الفلسطينية المحتلة: النشأة والتحول           | مؤسسة الأسوار                              | 2002      |
| 4.    | دور المجلس التشريعي الرقابي على أعمال السلطة التنفيذية المتعلقة بالقضاء       | المركز الفلسطيني لإستقلال المحاماة والقضاء | 2003      |
| 5.    | حول الإصلاح المالي في السلطة الوطنية الفلسطينية                               | المركز الفلسطيني للبحوث السياسية والمسحية  | 2004      |
| 6.    | المشاركة في مقياس الديمقراطية في فلسطين                                       | المركز الفلسطيني للبحوث السياسية والمسحية  | 2004      |
| 7.    | المشاركة في كتاب المرجعية نظام النزاهة العربي في مواجهة الفساد                | منظمة الشفافية الدولية                     | 2005      |
| 8.    | تطوير قواعد عمل المجلس التشريعي نحو قانون السلطة التشريعية                    | المؤسسة الفلسطينية لدراسة الديمقراطية      | 2006      |